# Тот, Михай
Ми́хай Тот I (венг. Mihály Tóth I; 14 сентября 1926, Будапешт — 7 марта 1990, Будапешт) — венгерский футболист. В прошлом, форвард сборной Венгрии. Михай, старший брат другого известного игрока сборной Венгрии Йожефа. Михай играл на левом фланге нападения, но выходил в составе сборной относительно редко, так как конкуренция в той команде была высокой. На чемпионат мира 1954 года он приехал в отличной форме и сыграл в победном матче с бразильцами и в проигранном финале со сборной ФРГ.

## Достижения

### Командные
- Вице-чемпион мира: 1954
- Чемпион Венгрии: 1960